# Trotula

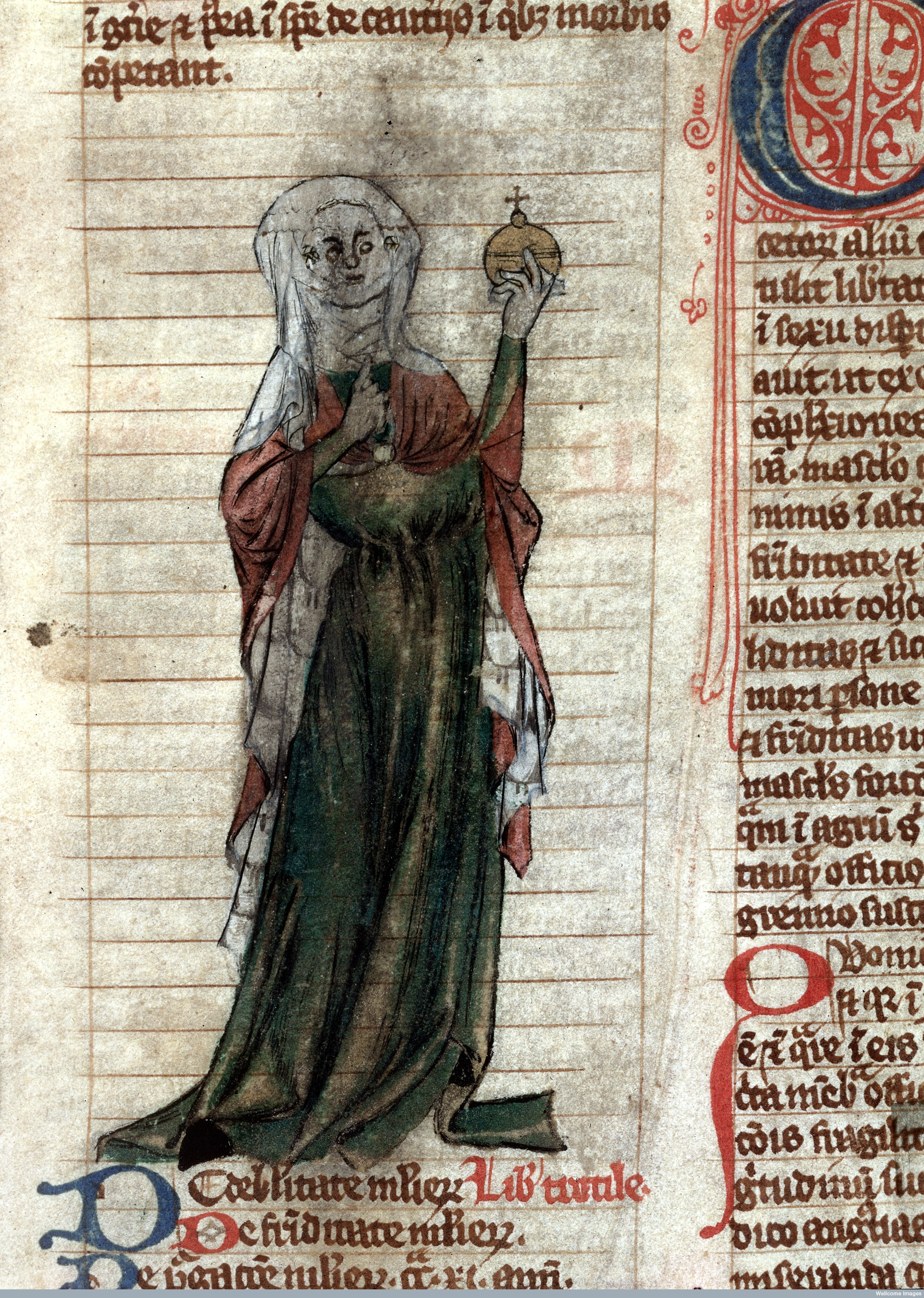
Londres, Biblioteca Wellcome, MS 544 (Miscellanea medica XVIII), principios del (Francia), una copia del conjunto intermedio de Trotula, p. 65 (detalle): dibujo a pluma y aguada que representa a "Trotula", vestida de rojo y verde con un tocado blanco, sosteniendo un orbe.

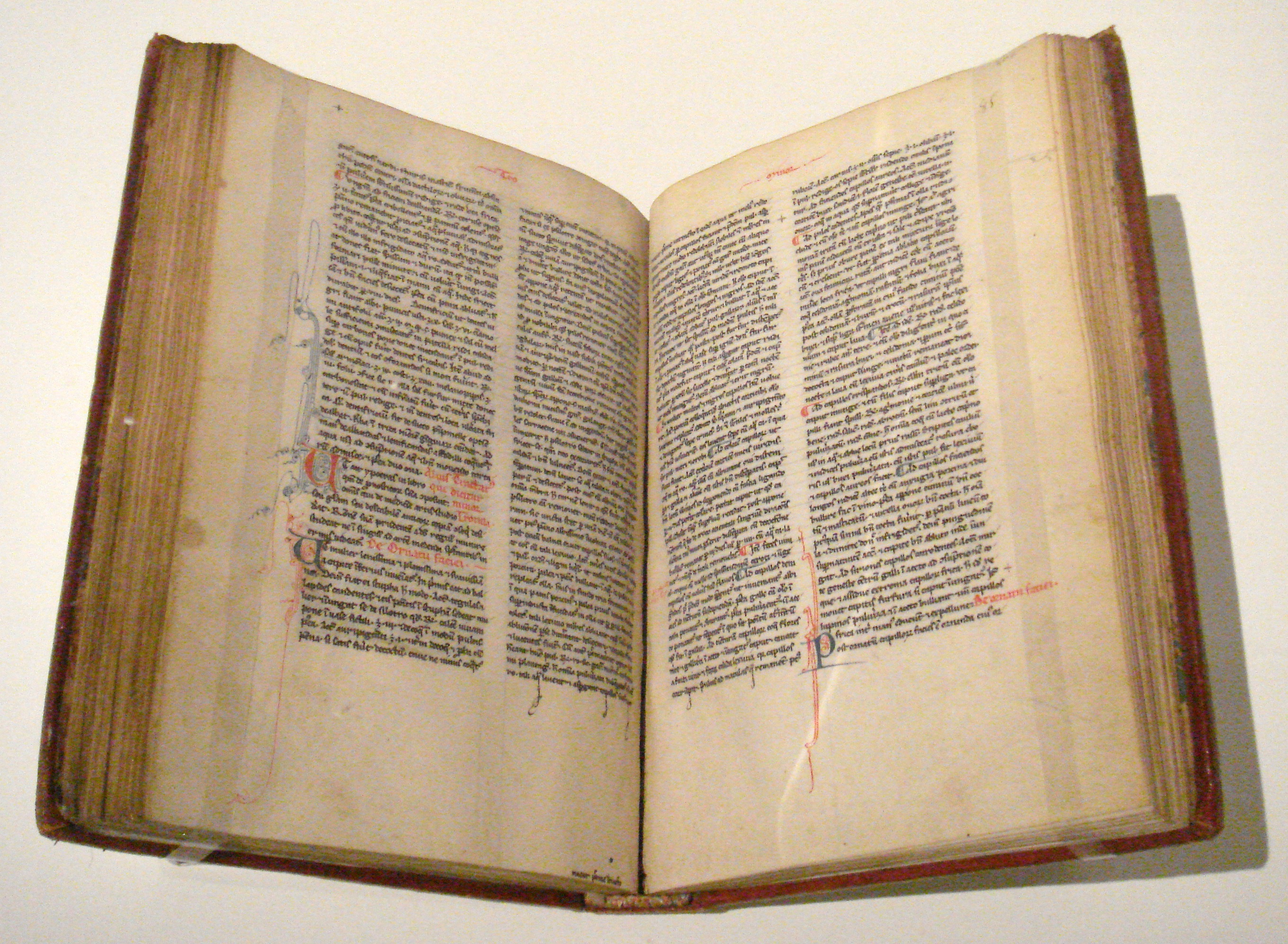
Conjunto de transición Trotula, París, Bibliothèque nationale de France, MS lat. 7056, mediados del, ff. 84v-85r, apertura del De ornatu mulierum.

Trotula es un nombre que hace referencia a un grupo de tres textos sobre medicina femenina compuestos en la ciudad portuaria de Salerno, en el sur de Italia, en el siglo XII. El nombre deriva de una figura femenina histórica, Trota de Salerno, médica y escritora de medicina asociada a uno de los tres textos. Sin embargo, "Trotula" llegó a entenderse como una persona real en la Edad Media y, dado que los llamados textos de Trotula circularon ampliamente por toda la Europa medieval, de España a Polonia, y de Sicilia a Irlanda, "Trotula" tiene importancia histórica por "derecho propio".

## Los textosde Trotula: génesis y autoría
En el siglo XII, la ciudad portuaria de Salerno, en el sur de Italia, tenía fama de ser "el centro más importante de introducción de la medicina árabe en Europa occidental". Al hablar de la Escuela de Salerno en el siglo XII, los historiadores se refieren en realidad a una comunidad informal de maestros y alumnos que, a lo largo del siglo XII, desarrollaron métodos más o menos formales de instrucción e investigación; no hay pruebas de que existiera ninguna entidad física o jurídica antes del siglo XIII.
Las condiciones de la mujer, los tratamientos para la mujer y la cosmética femenina suelen denominarse colectivamente como La Trotula. Cubren temas desde el parto hasta los cosméticos, basándose en diversas fuentes, desde Galeno hasta las tradiciones orales, y brindan instrucciones prácticas. Estos trabajos varían tanto en organización como en contenido. Condiciones de la Mujer y Cosmética Femenina circularon de forma anónima hasta que se combinaron con Tratamientos para la Mujer a finales del siglo XII. Durante los siguientes cientos de años, el conjunto Trotula circuló por toda Europa y alcanzó su mayor popularidad en el siglo XIV. Hoy en día existen más de 130 copias de los textos latinos y más de 60 copias de las numerosas traducciones vernáculas medievales.

### Liber de sinthomatibus mulierum("Libro sobre las condiciones de la mujer")
El Liber de sinthomatibus mulierum ("Libro sobre las condiciones de la mujer") fue novedoso en su adopción de la nueva medicina árabe que acababa de empezar a introducirse en Europa. Como Green demostró en 1996, Condiciones de la mujer se basa en gran medida en los capítulos ginecológicos y obstétricos del Viaticum, la traducción latina de Constantino el Africano del Zad al-musafir árabe de Ibn al-Jazzar, que se había terminado a finales del siglo XI. La medicina árabe era más especulativa y filosófica, basada en los principios de Galeno. Galeno, a diferencia de otros médicos notables, creía que la menstruación era una purgación necesaria y saludable. Galeno afirmaba que las mujeres son más frías que los hombres e incapaces de "cocinar" sus nutrientes, por lo que deben eliminar el exceso de sustancia a través de la menstruación. De hecho, el autor presenta una visión positiva del papel de la menstruación en la salud y la fertilidad de la mujer: "La sangre menstrual es especial porque lleva en sí un ser vivo. Funciona como un árbol. Antes de dar fruto, un árbol debe primero dar flores. La sangre menstrual es como la flor: debe emerger antes de que el fruto -el bebé- pueda nacer". Otra condición que la autora aborda extensamente es la asfixia del útero; ésta resulta, entre otras causas, de un exceso de semen femenino (otra idea galénica). Aparentemente en conflicto entre dos posturas teóricas diferentes -una que sugería que era posible que el útero "vagara" dentro del cuerpo, y otra que veía tal movimiento como anatómicamente imposible-, el autor parece admitir la posibilidad de que el útero ascienda hasta los órganos respiratorios. Otros temas tratados en profundidad son el tratamiento y el régimen adecuado para un recién nacido. También se tratan temas como los trastornos menstruales y el prolapso uterino, así como capítulos sobre el parto y el embarazo, además de muchos otros. Todas las autoridades citadas en el Liber de sinthomatibus mulierum son hombres: Hipócrates, Oribasio, Dioscórides, Paulo y Justino.

### De curis mulierum("Sobre tratamientos para mujeres")
De curis mulierum ("Sobre los tratamientos para las mujeres") es el único de los tres textos de Trotula que se atribuye realmente a la practicante salernitana Trota de Salerno cuando circulaba como texto independiente. Sin embargo, se ha argumentado que quizá sea mejor referirse a Trota como la "autoridad" que respalda este texto que a su autor real. La autora no aporta teorías relacionadas con las afecciones ginecológicas o sus causas, sino que se limita a informar al lector sobre cómo preparar y aplicar preparados médicos. Falta cohesión, pero hay secciones relacionadas con afecciones ginecológicas, andrológicas, pediátricas, cosméticas y de medicina general. Más allá de un pronunciado enfoque en el tratamiento de la fertilidad, hay una serie de instrucciones pragmáticas como la forma de "restaurar" la virginidad, así como tratamientos para preocupaciones tales como las dificultades con el control de la vejiga y los labios agrietados causados por besar demasiado. En una obra que hace hincapié en los problemas médicos femeninos, también se incluyen remedios para los trastornos masculinos.

### De ornatu mulierum("Sobre la cosmética femenina")
De ornatu mulierum ("Sobre la cosmética femenina") es un tratado que enseña a conservar y mejorar la belleza de las mujeres. Comienza con un prefacio (omitido posteriormente en el conjunto de Trotula) en el que el autor se refiere a sí mismo con un pronombre masculino y explica su ambición de ganarse "una deliciosa multitud de amigos" reuniendo este corpus de conocimientos sobre el cuidado del cabello (incluido el vello corporal), el rostro, los labios, los dientes, la boca y (en la versión original) los genitales. Como ha señalado Green, es probable que el autor esperara llegar a un público amplio, pues observó que las mujeres de allende los Alpes no tendrían acceso a los balnearios que sí tenían las italianas y, por ello, incluyó instrucciones para un baño de vapor alternativo. El autor no afirma que los preparados que describe sean invenciones suyas. Una terapia que afirma haber presenciado personalmente, fue creada por una mujer siciliana, y añade otro remedio sobre el mismo tema (el olor de boca) que él mismo avala. Por lo demás, el resto del texto parece recoger remedios aprendidos de practicantes empíricos: describe explícitamente las formas en que ha incorporado "las reglas de las mujeres que encontré prácticas en la práctica del arte de la cosmética". Pero aunque las mujeres hayan sido sus fuentes, no eran su público inmediato: presentaba su obra, muy estructurada, en beneficio de otros practicantes masculinos deseosos, como él, de sacar provecho de sus conocimientos para embellecer a las mujeres.
Seis veces en la versión original del texto, el autor atribuye prácticas específicas a las mujeres musulmanas, cuyas prácticas cosméticas se sabe que fueron imitadas por las mujeres cristianas de Sicilia. Y, en general, el texto presenta la imagen de un mercado internacional de especias y sustancias aromáticas con las que se comerciaba regularmente en el mundo islámico. El incienso, el clavo, la canela, la nuez moscada y el galanga se utilizan repetidamente. Más que los otros dos textos que formarían el conjunto de la Trotula, el De ornatu mulierum parece captar tanto el empirismo de la cultura local del sur de Italia como la rica cultura material que los reyes normandos del sur de Italia pusieron a disposición de la cultura islámica en Sicilia.

## El legado medieval de laTrotula
Los textos de la Trotula se consideran el "conjunto más popular de materiales sobre medicina femenina desde finales del siglo XII hasta el siglo XV". Los casi 200 manuscritos existentes (en latín y en lengua vernácula) de la Trotula representan sólo una pequeña parte del número original que circuló por Europa desde finales del siglo XII hasta finales del siglo XV. Algunas versiones de la Trotula tuvieron una circulación paneuropea. Estas obras alcanzaron su máxima popularidad en latín hacia finales del siglo XIV. Las numerosas traducciones vernáculas medievales prolongaron su popularidad en el siglo XV y, en Alemania e Inglaterra, en el XVI.

### Circulación en latín
Los tres textos de la Trotula circularon durante varios siglos como textos independientes. Cada uno de ellos se encuentra en varias versiones diferentes, probablemente debido a las intervenciones de editores o escribas posteriores. Sin embargo, ya a finales del siglo XII, uno o varios editores anónimos reconocieron la relación inherente entre los tres textos salernitanos independientes sobre medicina y cosmética femenina, y los reunieron en un único conjunto. En total, cuando en 1996 estudió todo el corpus existente de manuscritos de la Trotula, Green identificó ocho versiones diferentes del conjunto latino de la Trotula. Estas versiones difieren a veces en la redacción, pero más obviamente por la adición, supresión o reordenación de cierto material. El llamado "conjunto estandarizado" refleja la etapa más madura del texto, y parecía especialmente atractivo en entornos universitarios. Un estudio de los propietarios conocidos de la Trotula latina en todas sus formas mostró que no sólo estaba en manos de médicos eruditos de toda Europa occidental y central, sino también de monjes de Inglaterra, Alemania y Suiza; de cirujanos de Italia y Cataluña; e incluso de algunos reyes de Francia e Inglaterra.

### Traducciones vernáculas medievales

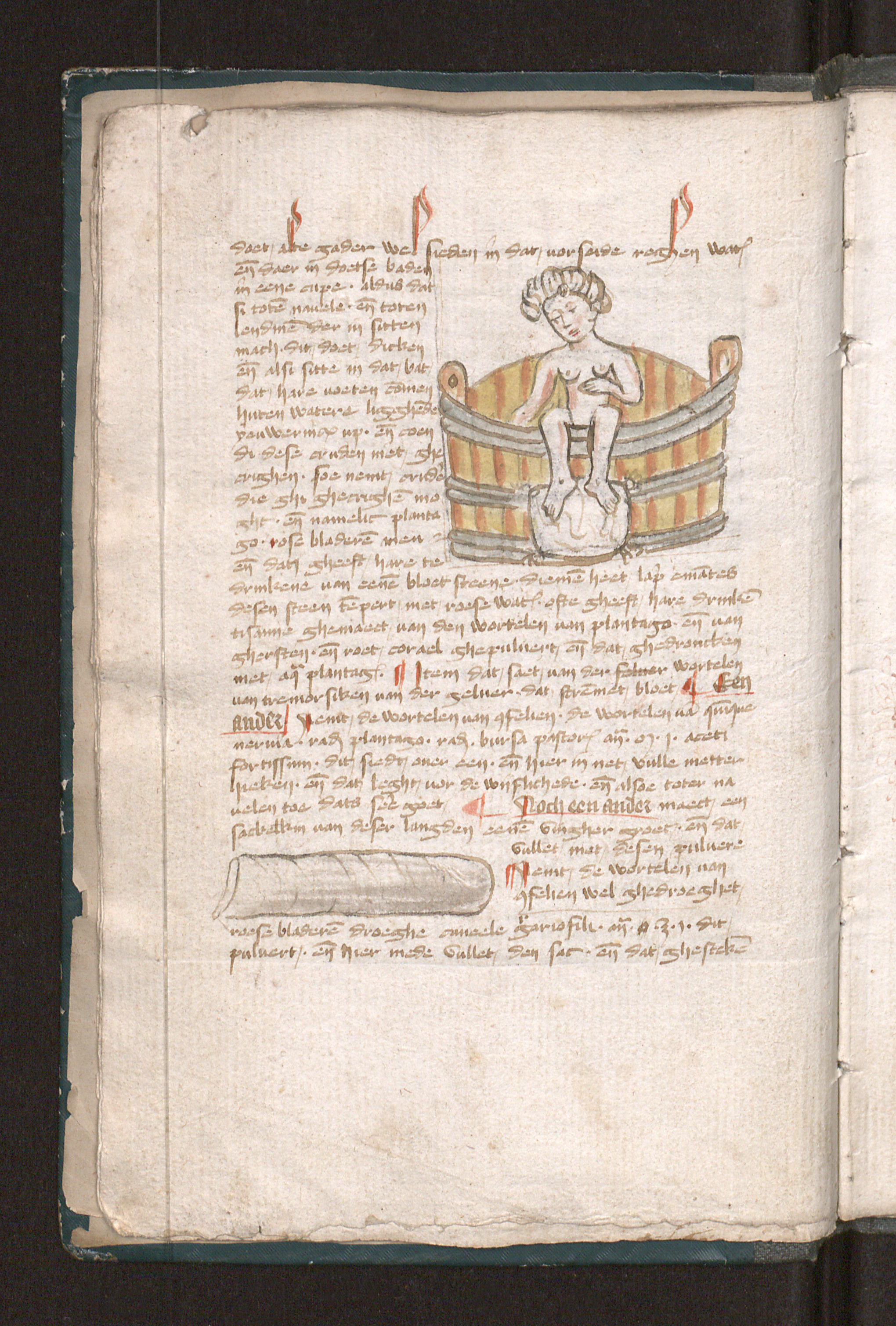
Ilustración de una mujer tomando un baño terapéutico y de un tampón medicinal en una copia del de la traducción holandesa media de Trotula (Brujas, Biblioteca Pública, Ms. 593).

La tendencia hacia el uso de lenguas vernáculas en los escritos médicos comenzó en el siglo XII y creció cada vez más a finales de la Edad Media. Las numerosas traducciones vernáculas de la Trotula formaron, por tanto, parte de una tendencia general. La primera traducción conocida fue al hebreo, realizada en algún lugar del sur de Francia a finales del siglo XII. Las siguientes traducciones, en el siglo XIII, fueron al anglonormando y al francés antiguo. Y en los siglos XIV y XV, hay traducciones al holandés, inglés medio, francés (nuevamente), alemán, irlandés e italiano. Más recientemente, se descubrió una traducción al catalán de uno de los textos de Trotula en una miscelánea médica del siglo XV, conservada en la Biblioteca Riccardiana de Florencia. Esta traducción fragmentaria del De curis mulierum es aquí comparada por el copista (probablemente un cirujano que hace una copia para su propio uso) con una versión latina del texto, resaltando las diferencias.
La existencia de traducciones vernáculas sugiere que los textos de la Trotula encontraban nuevos destinatarios. Es casi seguro que sí, pero no necesariamente mujeres. Sólo siete de las casi dos docenas de traducciones medievales se dirigen explícitamente al público femenino, e incluso algunas de esas traducciones fueron cooptadas por lectores masculinos. La primera mujer propietaria documentada de una copia de la Trotula es Dorothea Susanna von der Pfalz, duquesa de Sajonia-Weimar (1544-92), que había hecho para su propio uso una copia de las traducciones emparejadas al alemán de Johannes Hartlieb del pseudo-Albertus Magnus Secrets of Women y Das Buch Trotula.

### La fama de "Trótula" en la Edad Media
Los lectores medievales de los textos de Trotula no tenían motivos para dudar de la atribución que encontraban en los manuscritos, por lo que "Trotula" (suponiendo que entendieran la palabra como un nombre personal y no como un título) era aceptada como una autoridad en medicina femenina. El médico Petrus Hispanus (mediados del siglo XIII), por ejemplo, cita varias veces "domina Trotula" (Señora Trotula) en su sección sobre las afecciones ginecológicas y obstétricas de la mujer. El canciller, poeta y médico de Amiens, Richard de Fournival (m. 1260), encargó una copia titulada "Incipit liber Trotule sanatricis Salernitane de curis mulierum" ("Aquí comienza el libro de Trotula, la curandera salernitana, sobre tratamientos para mujeres"). Dos copias del conjunto de la Trotula latina incluyen representaciones imaginativas de la autora; la imagen a pluma y tinta lavada que se encuentra en un manuscrito de principios del siglo XIV, conservado actualmente en la Biblioteca Wellcome, es la imagen más conocida de "Trotula" (véase la imagen superior). Sin embargo, unas pocas referencias a "Trotula" en el siglo XIII sólo la citan como autoridad en cosmética. La creencia de que "Trotula" era la máxima autoridad en el tema de la medicina femenina hizo incluso que se le atribuyeran obras de otros autores, como un compendio sobre ginecología y obstetricia del siglo XV en inglés medio basado en las obras de los autores masculinos Gilbertus Anglicus y Muscio, que en una de sus cuatro copias existentes se llamaba Liber Trotularis. Del mismo modo, un autor catalán del siglo XIV tituló su obra centrada principalmente en la cosmética femenina Lo libre. . al qual a mes nom Trotula ("El libro ... que se llama 'Trotula'").
Junto a "su" papel como autoridad médica, "Trotula" pasó a desempeñar una nueva función a partir del siglo XIII: la de portavoz de opiniones misóginas sobre la naturaleza de la mujer. En parte, esto estaba relacionado con una tendencia general a adquirir información sobre los "secretos de la mujer", es decir, los procesos de generación. Cuando el médico muniqués Johannes Hartlieb (m. 1468) hizo una traducción alemana de la Trotula, no sólo elevó el estatus de "Trotula" al de una reina, sino que también emparejó el texto con los pseudoalbertinos Secretos de las mujeres. Un texto llamado Placides y Timeus atribuía a "Trotula" una autoridad especial tanto por lo que "sentía en sí misma, ya que era una mujer", como porque "todas las mujeres le revelaban sus pensamientos interiores más fácilmente que a cualquier hombre y le contaban sus naturalezas". Geoffrey Chaucer se hace eco de esta actitud cuando incluye el nombre de "Trotula" en su "Libro de las Esposas Malvadas", una colección de tratados antimatrimoniales y misóginos propiedad del quinto marido de la Esposa de Bath, Jankyn, tal y como se cuenta en The Wife of Bath's Tale (Prólogo, (D), 669-85) de Los cuentos de Canterbury.

## El legado moderno de laTrotula

### Ediciones renacentistas de laTrotulay primeros debates sobre la autoría
Los textos de la Trotula aparecieron impresos por primera vez en 1544, bastante tarde en la tendencia hacia la impresión, que para los textos médicos había comenzado en la década de 1470. La Trotula se publicó no porque siguiera siendo de utilidad clínica inmediata para los médicos eruditos (había sido sustituida en esa función por otros textos diversos en el siglo XV), sino porque había sido "descubierta" recientemente como testimonio de la medicina empírica por un editor de Estrasburgo, Johannes Schottus. Schottus convenció a un colega médico, Georg Kraut, para que editara la Trotula, que Schottus incluyó después en un volumen que tituló Experimentarius medicinae ("Colección de remedios probados de la medicina"), que también incluía la Physica de Hildegarda de Bingen, casi contemporánea de Trota de Salerno. Kraut, viendo el desorden de los textos, pero sin reconocer que en realidad se trataba de la obra de tres autores distintos, reorganizó toda la obra en 61 capítulos temáticos. También se tomó la libertad de alterar el texto aquí y allá. Como ha señalado Green, "la ironía del intento de Kraut de dotar a 'Trotula' de un texto único, ordenado y plenamente racionalizado fue que, en el proceso, iba a oscurecer durante los siguientes 400 años las contribuciones distintivas de la histórica mujer Trota".
Kraut (y su editor, Schottus) mantuvieron la atribución de los textos a "Trotula". De hecho, al aplicar un nuevo título singular -Trotulae curandarum aegritudinum muliebrium ante, in, & postpartum Liber ("El libro de Trotula sobre el tratamiento de las enfermedades de la mujer antes, durante y después del parto")- Kraut y Schottus destacaron con orgullo la identidad femenina de "Trotula". Schottus la elogió como "una mujer en absoluto vulgar, sino de gran experiencia y erudición". En su "limpieza" del texto, Kraut había suprimido todos los indicios evidentes de que se trataba de un texto medieval y no antiguo. La siguiente vez que se imprimió el texto, en 1547 (todas las impresiones posteriores de la Trotula reciclarían la edición de Kraut), apareció en una colección titulada Medici antiqui omnes qui latinis litteris diversorum morborum genera & remedia persecuti sunt, undique conquisiti ("[Los escritos de] todos los médicos latinos antiguos que describieron y recopilaron los tipos y remedios de diversas enfermedades"). Desde entonces hasta el siglo XVIII, la Trotula se trató como si fuera un texto antiguo. Como señala Green, "'Trótula', por tanto, en contraste con Hildegarda, sobrevivió al escrutinio de los humanistas renacentistas porque fue capaz de escapar a sus asociaciones medievales. Pero fue precisamente este éxito el que acabaría por "deshumanizarla". Cuando la Trotula se reimprimió en ocho ediciones más entre 1550 y 1572, no fue porque fuera la obra de una mujer, sino porque era la obra de un antiquissimus auctor ("un autor muy antiguo")".
"En 1566, Hans Caspar Wolf fue el primero en incorporar la Trótula a una colección de textos ginecológicos. Wolf cambió el nombre del autor de "Trotula" a Eros, un esclavo liberado de la emperatriz romana Julia: "El libro de asuntos femeninos de Eros, médico [y] liberto de Julia, a quien algunos han llamado absurdamente 'Trotula'" (Erotis medici liberti Iuliae, quem aliqui Trotulam inepte nominant, muliebrium liber). La idea procede de Hadrianus Junius (Aadrian DeJonghe, 1511-75), un médico holandés que creía que las corrupciones textuales eran la causa de muchas atribuciones falsas de textos antiguos. Sin embargo, como ha señalado Green, aunque la supresión de "Trotula" fue más un acto de celo editorial humanista que de misoginia flagrante, nunca se tuvo en cuenta el hecho de que ya no quedaban autoras en el canon emergente de escritores sobre ginecología y obstetricia.

### Debates modernos sobre la autoría y la existencia de "Trótula"
Si "Trotula" como autora femenina no tenía ninguna utilidad para los médicos humanistas, no era necesariamente así para otros intelectuales. En 1681, el historiador italiano Antonio Mazza resucitó a "Trotula" en su Historiarum Epitome de rebus salernitanis ("Epítome de las historias de Salerno"). He aquí el origen de la creencia de que "Trotula" ocupó una cátedra en la universidad de Salerno: "Florecieron en la patria, enseñando en la universidad [studium] y dando conferencias desde sus cátedras, Abella, Mercuriadis, Rebecca, Trotta (a quien algunos llaman "Trotula"), todos los cuales deberían ser celebrados con maravillosos elogios (como ha señalado Tiraqueau), así como Sentia Guarna (como ha dicho Fortunatus Fidelis)." Green ha sugerido que esta ficción (Salerno no tenía universidad en el siglo XII, por lo que no había cátedras para hombres o mujeres) pudo deberse al hecho de que tres años antes, "Elena Cornaro se doctoró en filosofía en Padua, el primer doctorado formal concedido a una mujer". Mazza, preocupado por documentar la gloriosa historia de su patria, Salerno, puede haber estado intentando demostrar que Padua no podía reclamar prioridad en haber producido profesoras".
En 1773, en Jena, C. G. Gruner cuestionó la idea de que la Trotula fuera un texto antiguo, pero también descartó la idea de que "Trotula" pudiera haber sido la autora del texto (trabajando con la edición de Kraut, él también pensaba que se trataba de un único texto), ya que se la citaba internamente. (Se trata de la historia de la curación por Trota de Salerno de la mujer con "viento" en el vientre en el De curis mulierum). Y así se preparó el escenario para los debates sobre "Trotula" en los siglos XIX y XX. Para los que querían una representante de la excelencia salernitana y/o de los logros femeninos, "ella" podía ser recuperada del borrado de los humanistas. Para los escépticos (y había muchos motivos para el escepticismo), era fácil encontrar motivos para dudar de que hubiera realmente alguna autoridad médica femenina detrás de este texto caótico. Así estaban las cosas en los años setenta, cuando el feminismo de la segunda ola descubrió de nuevo "Trotula". La inclusión de "Trotula" como invitada en la instalación artística feminista de Judy Chicago, The Dinner Party (1974-79), aseguró que el debate continuaría.

### La reivindicación de Trota de Salerno en la erudición moderna
Desde 1544 hasta la década de 1970, todas las afirmaciones sobre un supuesto autor "Trotula", a favor o en contra, se basaban en el texto impreso renacentista de Georg Kraut. Pero aquello era una ficción, en el sentido de que había borrado todos los últimos indicios de que la Trotula se había compilado a partir de las obras de tres autores diferentes. En 1985, el historiador John F. Benton, del Instituto Tecnológico de California, publicó un estudio en el que analizaba las ideas previas sobre la cuestión de la asociación de la "Trotula" con los textos de la Trotula. Ese estudio era importante por tres razones principales. (1) Aunque algunos estudiosos anteriores habían observado discrepancias entre las ediciones renacentistas impresas de la Trotula y el texto o textos encontrados en los manuscritos medievales, Benton fue el primero en demostrar lo extensas que habían sido las enmiendas del editor renacentista. No se trataba de un solo texto, ni de "un" autor. Se trataba más bien de tres textos diferentes. (2) Benton desmontó varios de los mitos sobre "Trotula" que habían generado los estudiosos del siglo XIX y principios del XX. Por ejemplo, el epíteto "de Ruggiero" asociado a su nombre era pura invención. Asimismo, las afirmaciones sobre su fecha de nacimiento o muerte, o sobre quién era "su" marido o sus hijos carecían de fundamento. (3) Y lo que es más importante, Benton anunció su descubrimiento de la Practica secundum Trotam ("Medicina práctica según Trota") en un manuscrito ahora en Madrid, que establecía la afirmación histórica de que Trota de Salerno existió y fue autora.
Tras la muerte de Benton en 1988, Monica H. Green asumió la tarea de publicar una nueva traducción de la Trotula que pudiera ser utilizada por estudiantes y estudiosos de la historia de la medicina y de la mujer medieval. Sin embargo, los propios descubrimientos de Benton habían hecho irrelevante seguir confiando en la edición renacentista, por lo que Green emprendió un estudio completo de todos los manuscritos latinos existentes de la Trotula y una nueva edición del conjunto de la Trotula. Green ha discrepado con Benton en su afirmación de que todos los tratados de la Trotula eran de autoría masculina. Concretamente, aunque Green está de acuerdo con Benton en que la autoría masculina de Las condiciones de la mujer y Cosmética femenina es probable, Green ha demostrado que no sólo el De curis mulierum (Sobre los tratamientos para la mujer) se atribuye directamente a la histórica Trota de Salerno en la versión más antigua conocida (donde aún circulaba de forma independiente), sino que el texto muestra claros paralelismos con pasajes de otras obras asociadas a Trota y sugiere con fuerza un acceso íntimo al cuerpo de la paciente que, dadas las restricciones culturales de la época, probablemente sólo se habría permitido a una facultativa femenina.

### La fama de "Trotula" en la cultura popular
Quizás la popularización más conocida de "Trotula" se produjo en la obra de arte The Dinner Party (1979) de Judy Chicago, ahora en exhibición permanente en el Museo de Arte de Brooklyn, que presenta un cubierto para "Trotula". Esta representación (basada en publicaciones anteriores al descubrimiento de Trota de Salerno por Benton en 1985) presenta una confusión de supuestos detalles biográficos que ya no son aceptados por los estudiosos. La celebración de "Trotula" en Chicago sin duda condujo a la proliferación de sitios web modernos que la mencionan, muchos de los cuales repiten sin corrección los malentendidos descartados señalados anteriormente. Una clínica de Viena y una calle de la Salerno moderna, e incluso una corona del planeta Venus, han recibido el nombre de "Trotula", perpetuando todas ellas erróneamente ficciones sobre "ella" derivadas de obras de divulgación como la de Chicago. Del mismo modo, los escritores médicos, al tratar de indicar la historia de las mujeres en su campo, o la historia de ciertas afecciones ginecológicas, siguen reciclando interpretaciones anticuadas de "Trótula" (o incluso inventando nuevos malentendidos). Sin embargo, el hecho de que Chicago considerara tanto a "Trotula" como a la contemporánea de la verdadera Trota, la escritora religiosa y médica Hildegarda de Bingen, figuras médicas importantes en la Europa del siglo XII, puso de manifiesto la importancia de cómo se crearon los recuerdos históricos de estas mujeres. Que Benton y Green tardaran cerca de veinte años en extraer a la mujer histórica Trota del texto compuesto de la Trotula fue una función de la complicada tradición textual y de la amplia proliferación de los textos en la Edad Media. El hecho de que las interpretaciones populares de Trota y "Trotula" estén tardando aún más tiempo en ponerse al día con esta erudición, ha planteado la cuestión de si las celebraciones de la Historia de las Mujeres no deberían incluir un mayor reconocimiento de los procesos por los que se descubre y ensambla ese registro.

## Otras lecturas
- Cabré i Pairet, Montserrat. “Trota, Tròtula i Tròtula : autoria i autoritat femenina en la medicina medieval en català”, en Els manuscrits, el saber i les lletres a la Corona d'Aragó, 1250-1500, ed. Lola Badia, Lluís Cifuentes, Sadurní Martí, Josep Pujol (Montserrat: Publicacions de L'Abadia de Montserrat, 2016), págs. 77–102.
- Green, Monica H. (1995). «Estraendo Trota dal Trotula: Ricerche su testi medievali di medicina salernitana (trans. Valeria Gibertoni & Pina Boggi Cavallo)». Rassegna Storica Salernitana 24 (1): 31-53.
- Green, Monica H. (1996). «The Development of the Trotula». Revue d'Histoire des Textes 26 (1): 119-203. doi:10.3406/rht.1996.1441.
- Green, Monica H. (1996). «A Handlist of the Latin and Vernacular Manuscripts of the So-Called Trotula Texts. Part I: The Latin Manuscripts». Scriptorium 50 (1): 137-175. doi:10.3406/scrip.1996.1754.
- Green, Monica H. (1997). «A Handlist of the Latin and Vernacular Manuscripts of the So-Called Trotula Texts. Part II: The Vernacular Texts and Latin Re-Writings». Scriptorium 51 (1): 80-104. doi:10.3406/scrip.1997.1796.
- Green, Monica H, ed. (2001). The Trotula: a medieval compendium of women's medicine. Philadelphia: University of Pennsylvania. ISBN 0-8122-3589-4.
  - revisado en Nutton, Vivian (Enero del 2003). «The Trotula: a medieval compendium of women's medicine» (book review). Medical History 47 (1): 136-7. PMC 1044789. doi:10.1017/S002572730005660X. «La Trotula: un compendio medieval de la medicina femenina» (reseña del libro). Historial médico. 47 (1): 136–7. doi : 10.1017/S002572730005660X. PMC 1044789.
- Green, Monica H. (2008). Making Women's Medicine Masculine: The Rise of Male Authority in Pre-Modern Gynaecology. Oxford: Oxford University Press. ISBN 978-0-19-921149-4.
- Green, Monica H., ed. (2009). Trotula. Un compendio medievale di medicina delle donne, A cura di Monica H. Green. Traduzione italiana di Valentina Brancone, Edizione Nazionale La Scuola Medica Salernitana, 4. Florence: SISMEL/Edizioni del Galluzzo. ISBN 978-88-8450-336-7.
- Green, Monica H. (2015). "Speaking of Trotula". Early Medicine Blog, Wellcome Library, 13 de agosto de 2015. http://blog.wellcomelibrary.org/2015/08/speaking-of-trotula/

## Manuscritos medievales de los textos deTrotula
Desde que en 2001 apareció la edición de Green del conjunto normalizado de la Trotula, muchas bibliotecas han ido poniendo a disposición del público imágenes digitales de alta calidad de sus manuscritos medievales. A continuación se ofrece una lista de manuscritos de la Trotula que ya pueden consultarse en línea. Además de la marca de estantería, se indica el número de índice de la lista de Green de 1996 de manuscritos latinos de los textos de la Trotula, o de la lista de Green de 1997 de manuscritos de traducciones vernáculas medievales.

### Manuscritos latinos
- Lat24: Firenze [Florencia], Biblioteca Laurenziana, Plut. 73, cod. 37, sigs. 2r-41r (s. xiii 2, Italia): conjunto intermedio,http://www.internetculturale.it/jmms/iccuviewer/iccu.jsp?id=oai%3Ateca.bmlonline.it%3A21%3AXXXX%3APlutei%3AIT %253AFI0100_Plutei_73.37&mode=all&teca=Laurenziana+-+FI

- Lat48: Londres, Wellcome Library, MS 517, Miscellanea Alchemica XII (anteriormente Phillipps 2946), ff. 129v-134r (s. xv ej., probablemente Flandes): protoconjunto (extractos), http://search.wellcomelibrary.org/iii/encore/record/C__Rb1964315?lang=eng
- Lat49: Londres, Wellcome Library, MS 544, Miscellanea Medica XVIII, págs. 65a-72b, 63a-64b, 75a-84a (s. xiv in., Francia): conjunto intermedio, http://wellcomelibrary.org/player/b19745588#?asi=0&ai=86&z=0.1815%2C0.5167%2C0 .2003%2C0.1258&r=0. Esta es la copia que incluye la conocida imagen de “Trotula” sosteniendo un orbe.
- Lat50: Londres, Wellcome Library, MS 548, Miscellanea Medica XXII, ff. 140r-145v (s. xv med., Alemania o Flandes): conjunto estandarizado (selecciones), http://search.wellcomelibrary.org/iii/encore/record/C__Rb1926717?lang=eng
- Lat81: Oxford, Pembroke College, MS 21, y sigs. 176r-189r (s. xiii ej., Inglaterra): protoconjunto (solo LSM ); DOM (fragmento), http://digital-collections.pmb.ox.ac.uk/ms-21 Archivado el 16 de diciembre de 2015 en Wayback Machine. Archived
- Lat87: París, Bibliothèque Nationale de France, MS lat. 7056, y sigs. 77rb-86va; 97rb-100ra (s. xiii med., Inglaterra o N. Francia): conjunto de transición (Grupo B); TEM (Urtexto de LSM ), http://gallica.bnf.fr/ark:/12148/btv1b9076918w
- Lat113: Vaticano, Biblioteca Apostólica Vaticana, MS Pal. lat. 1304 (3er ms de 5 en códice), ff. 38r-45v, 47r-48v, 46r-v, 51r-v, 49r-50v (s. xiii2, Italia): conjunto normalizado: http://digi.ub.uni-heidelberg.de/diglit/bav_pal_lat_1304.

### Manuscritos vernáculos
Francés
- Fren2IIa: Kassel, Murhardsche Bibliothek der Stadt und Landesbibliothek, 4° MS med. 1, sigs. 16v-20v (ca. 1430-75), http://orka.bibliothek.uni-kassel.de/viewer/image/1297331763218/35/
- Fren3a: Cambridge, Trinity College, MS O.1.20 (1044), ff. 216r-235v, art. xiii 2 (Inglaterra), ed. en Hunt, Medicina anglo-normanda, II (1997), 76–107, http://sites.trin.cam.ac.uk/manuscripts/O_1_20/manuscript.php?fullpage=1Uso+incorrecto+de+la+plantilla+enlace+roto+(enlace+roto+disponible+en+Internet+Archive;+véase+el+historial,+la+primera+versión+y+la+última.

Irlandés
- Ir1b: Dublín, Trinity College, MS 1436 (E.4.1), págs. 101–107 y 359b-360b (s. xv): https://www.isos.dias.ie/TCD/TCD_MS_1436.html

Italiano
- Ital2a: Londres, Wellcome Institute for the History of Medicine, MS 532, Miscellanea Medica II, ff. 64r-70v (ca. 1465): http://search.wellcomelibrary.org/iii/encore/record/C__Rb1893400?lang=eng